# Spermestes
Spermestes – rodzaj ptaków z podrodziny mniszek (Lonchurinae) w rodzinie astryldowatych (Estrildidae).

## Występowanie
Rodzaj obejmuje gatunki występujące w Afryce Subsaharyjskiej.

## Morfologia
Długość ciała 9–12 cm; masa ciała 7,7–18,9 g.

## Systematyka

### Etymologia
- Spermestes: gr. σπερμα sperma, σπερματος spermatos – nasienie, ziarno, od σπειρω speirō – obsiewać; -εστης -estēs – zjadacz, od εδω edō – jeść[7].
- Amauresthes: gr. αμαυρος amauros – ciemny; εσθης esthēs – ubranie[8]. Gatunek typowy: Plocus fringilloides Lafresnaye, 1835.
- Pseudospermestes: gr. ψευδος pseudos – fałszywy; rodzaj Spermestes Swainson, 1837[9]. Gatunek typowy: Pseudospermestes goossensi Dubois, 1905 = Amadina bicolor Fraser, 1843.
- Stictospermestes: gr. στικτος stiktos – plamisty, od στιζω stizō – tatuować; rodzaj Spermestes Swainson, 1837[10]. Gatunek typowy: Amadina bicolor Fraser, 1843.

### Podział systematyczny
Do rodzaju należą następujące gatunki:
- Spermestes cucullata Swainson, 1837 – mniszka srokata
- Spermestes bicolor (Fraser, 1843) – mniszka dwubarwna
- Spermestes fringilloides (Lafresnaye, 1835) – mniszka duża